# Ozoroa
Ozoroa là một chi thực vật thuộc họ Anacardiaceae.

## Danh sách loài
Bao gồm các loài:
- Ozoroa argyrochrysea
- Ozoroa benguellensis
- Ozoroa cinerea
- Ozoroa concolor
- Ozoroa crassinervia
- Ozoroa dekindtiana
- Ozoroa dispar
- Ozoroa gossweileri
- Ozoroa hereroensis
- Ozoroa homblei
- Ozoroa insignis
- Ozoroa kaessneri
- Ozoroa kwangoensis
- Ozoroa longipes
- Ozoroa marginata
- Ozoroa mildredae
- Ozoroa mucronata
- Ozoroa namaensis
- Ozoroa namaquensis, (Sprague) Von Teichman & A.E.van Wyk
- Ozoroa nitida
- Ozoroa obovata
- Ozoroa paniculosa
- Ozoroa pulcherrima
- Ozoroa pwetoensis
- Ozoroa schinzii
- Ozoroa stenophylla
- Ozoroa verticillata
- Ozoroa xylophylla

## Hình ảnh

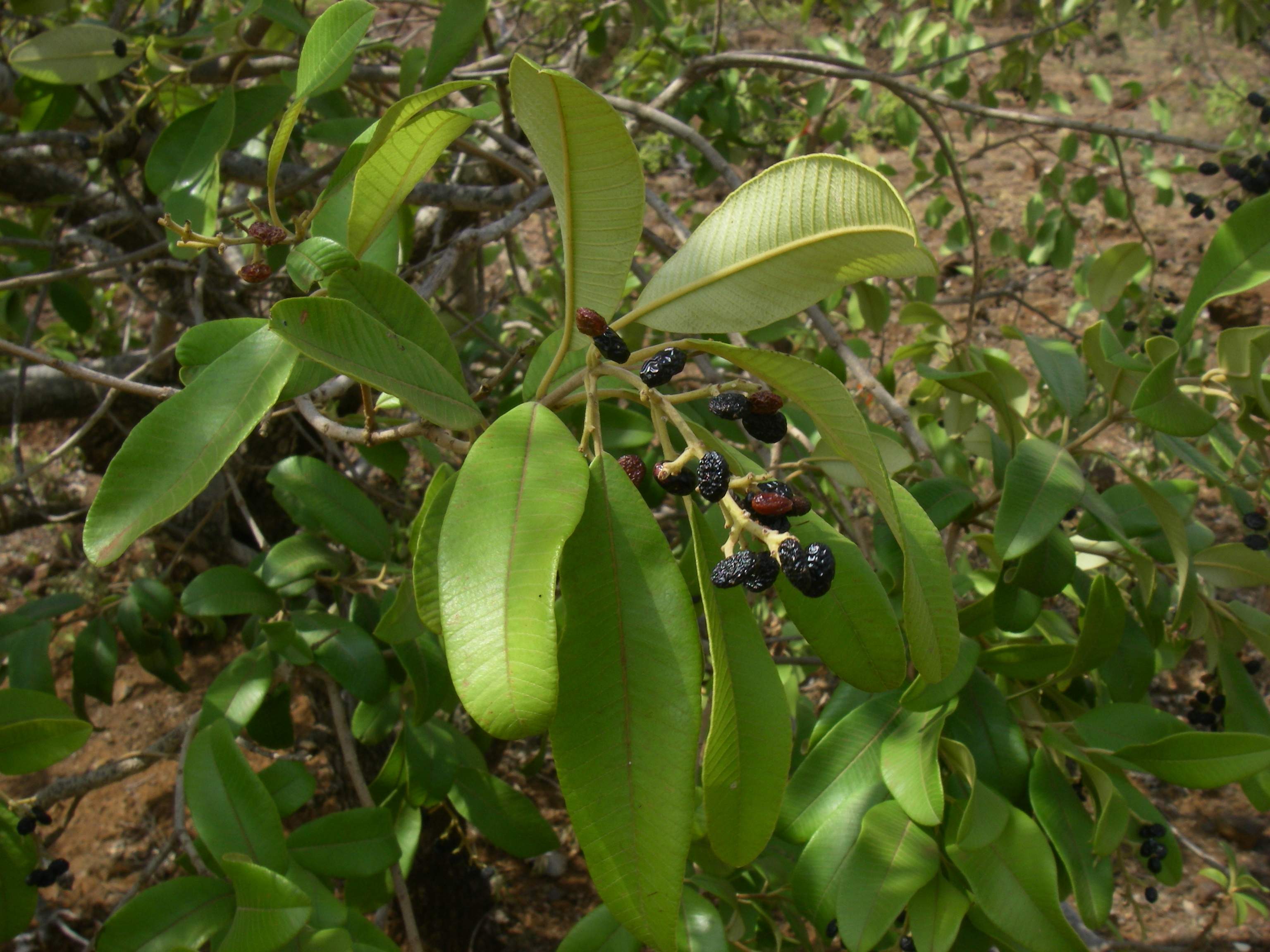